# Genista verae
Genista verae är en ärtväxtart som beskrevs av Sergei Vasilievich Juzepczuk. Genista verae ingår i släktet ginster, och familjen ärtväxter. Inga underarter finns listade i Catalogue of Life.